# Walk Run Cha-Cha
Walk Run Cha-Cha é um documentário de curta-metragem norte-americano de 2019 dirigido por Laura Nix para o The New York Times. Como reconhecimento, foi indicado ao Oscar 2020 na categoria de Melhor Documentário de Curta-metragem.